# Pfarrachalm
Die Pfarrachalm ist eine Alm am Nederjoch (2142 m ü. A.) oberhalb des Stubaitals in der Nähe von Telfes. Sie liegt auf 1740 m direkt gegenüber der östlichen Kalkkögel, die Almhütte ist als Berggasthaus bewirtschaftet.

## Aufstieg
Der Aufstieg zur Pfarrachalm kann von Telfes und Kapfers über den Hirtensteig Griestal–Kotzen, von Ploven über das Halstal, die Forststraße oder weitere Varianten erfolgen, die etwa zwei Stunden in Anspruch nehmen. 
Die Alm ist gut mit dem Mountainbike zu erreichen.

## Touren
Von der Alm bietet sich die Möglichkeit, das Jochkreuz, die Saile oder den Ampferstein zu besteigen.
Von der Pfarrachalm sind mehrere Almen und Hütten erreichbar. So sind die Wege zur Schlickeralm oder Galtalm (über Fronebenalm) beliebte Wanderwege.